# Host (filme)
Host (bra: Cuidado com Quem Chama) é um filme de terror britânico de 2020 dirigido por Rob Savage e baseado em um roteiro escrito por Savage, Gemma Hurley e Jed Shepherd. O filme é estrelado por Haley Bishop, Jemma Moore, Emma Louise Webb, Radina Drandova e Caroline Ward.[carece de fontes?]

## Enredo
Enquanto estavam em quarentena devido à pandemia de COVID-19, um grupo de amigos decidiu realizar chamadas semanais no Zoom para manter contato. Para a chamada desta semana, Haley contratou uma médium, Seylan, para liderá-los em uma sessão espírita. Um amigo, Teddy, deixa intencionalmente o bate-papo porque sua namorada, Jinny, continua interrompendo. Durante a sessão, um dos membros, Jemma, afirma ter feito contato com um amigo que cometeu suicídio, Jack, apenas para admitir mais tarde que tudo era falso depois que a internet de Seylan cai. Os membros restantes começam a experimentar fenômenos estranhos e aterrorizantes; A taça de Emma quebra, a cadeira de Haley é puxada por uma força invisível e Caroline vê um cadáver pendurado em seu sótão.
Haley consegue ligar para Seylan e a informa de tudo o que aconteceu. Seylan acredita que a brincadeira de Jemma pode ter convocado um espírito demoníaco, que assumiu o aspecto de 'Jack', e começa a dar-lhes instruções sobre como encerrar a sessão espírita. O espírito interrompe causando mais fenômenos e a ligação de Seylan cai mais uma vez. O grupo acredita que a provação acabou, Radina se levanta e sai da sala sem saber do corpo de Alan pendurado atrás dela. O vídeo de fundo de Caroline é interrompido quando seu rosto colide com a câmera, fazendo com que seu laptop caia. A câmera de Emma mostra um de seus filtros em uma figura invisível na sala, o rosto se vira para olhar para Emma, assustando-a. Emma então espalha farinha no chão, mostrando as pegadas do espírito vindo em sua direção, fazendo com que ela se escondesse em seu quarto. Radina tenta fugir de sua casa depois que o corpo de Alan cai na frente dela, mas é puxada para longe da porta e morta pelo espírito. Caroline é então vista repetidamente batendo o rosto na mesa, implorando por ajuda. Haley e Jemma discutem, passando a culpa entre si, apenas para Haley ser puxada para fora do quarto. Assustada, Jemma sai imediatamente de casa para checar Haley pessoalmente. Teddy então retorna à chamada, apenas para o espírito atacá-lo (agora na forma de um demônio apodrecido e zumbificado) e matar Jinny, quebrando seu pescoço. Teddy fica inconsciente e é queimado vivo. Emma, agora a única pessoa ainda ativa na chamada, move sua câmera para a porta de seu quarto. Ela joga um cobertor, que cai sobre o espírito, mostrando sua forma. Aterrorizada, Emma abre a janela para escapar, caindo sobre uma mesa e morrendo. O paradeiro do pai de Caroline ainda é desconhecido neste momento.
Jemma chega à casa de Haley, mas é atacada pelo espírito enquanto outros fenômenos sobrenaturais ocorrem ao seu redor. Ela consegue encontrar Haley escondida sob sua mesa, e a dupla tenta escapar da casa usando o flash da câmera Polaroid de Haley para iluminar o caminho, apenas para o espírito demoníaco atacar as duas no momento em que o cronômetro da chamada do Zoom expira.[carece de fontes?]

## Elenco
- Haley Bishop como Haley
- Jemma Moore como Jemma
- Emma Louise Webb como Emma
- Radina Drandova como Radina
- Caroline Ward como Caroline
- Alan Emrys como Alan
- Patrick Ward como o pai de Caroline
- Edward Linard como Teddy
- Jinny Lofthouse como Jinny
- Seylan Baxter como Seylan
- Jack Brydon como as pernas no sótão
- James Swanton como o espírito

## Desenvolvimento
O filme tem como base um pequeno vídeo criado por Rob Savage no início de 2020. O curta apresentava Savage investigando sons estranhos em seu sótão, enquanto estava em uma chamada em grupo com outras pessoas. A intenção inicial era ser uma brincadeira, já que os outros não sabiam que um rosto assustador iria aparecer na câmera, e Savage colocou o vídeo online, onde se tornou viral. Savage achou o formato fácil de assistir e optou por aplicá-lo em um longa-metragem. Ele afirmou que o sucesso do curta lhe permitiu criar Host. [carece de fontes?]
Host foi filmado enquanto as restrições de quarentena estavam em vigor devido à pandemia COVID-19 e Savage teve que dirigir os atores remotamente enquanto eles tinham que configurar suas próprias câmeras, iluminação e acrobacias. Efeitos práticos também foram manipulados pelos atores e um workshop virtual foi realizado sobre como configurar efeitos como "mover portas, fazer coisas voarem das prateleiras". Savage afirmou que o filme levou doze semanas para ser concluído, desde a concepção até sua entrega ao Shudder.

## Lançamento
Host foi lançado como exclusivo do Shudder em 30 de julho de 2020 no Reino Unido. No Brasil, o filme está disponível na Netflix.

## Recepção
Host recebeu muitos elogios da crítica, tendo uma classificação de 100% no Rotten Tomatoes com base em 77 avaliações, com uma classificação média de 7,84 / 10. O consenso dos críticos do site afirma: "Enxuto, cheio de suspense e assustador, Host usa sua premissa oportuna para oferecer um tratamento extremamente eficaz para os entusiastas do terror".  No Metacritic, o filme tem uma pontuação média ponderada de 73 de 100, com base em 7 críticos, indicando "críticas geralmente favoráveis".
Os elogios estão centrados em seus temas de separação social e ansiedade. Comparações foram feitas entre Host e o filme de terror de 2014, Unfriended, que também apresentava atividades sobrenaturais ocorridas durante uma vídeo chamada em grupo, por veículos como o New York Times e Rue Morgue. A revista Time nomeou-o um dos '17 Ótimos Filmes que Você Pode Ter Perdido neste Verão', dizendo que Host é "não apenas um dos melhores filmes de terror do ano, mas também um olhar íntimo sobre a criatividade, a produção do filme e uma cultura global compartilhada no meio de um vírus violento".